# نكهة الكرز الجديدة
نكهة الكرز الجديدة (بالإنجليزية: Brand New Cherry Flavor) هو مسلسل دراما رعب أمريكي من بطولة روزا سالازار، كاثرين كينر، إريك لانغ وماني جاسينتو. صدر المسلسل على نتفليكس في 14 أغسطس 2021.

## روابط خارجية
نكهة الكرز الجديدة على موقع IMDb (الإنجليزية)
- نكهة الكرز الجديدة على موقع روتن توميتوز (الإنجليزية)
- نكهة الكرز الجديدة على موقع نتفليكس (الإنجليزية)
- نكهة الكرز الجديدة على موقع قاعدة بيانات الفيلم (الإنجليزية)